# Histoire de la Suède entre 1521 et 1611
 (novembre 2018).
L'histoire de la Suède de 1523 à 1611 correspond à une période appelée äldre vasatiden, « début de l'ère Vasa », dans l'historiographie suédoise.
Elle commence avec la reconquête de Stockholm par Gustave Vasa et ses hommes, la ville étant jusqu'alors entre les mains des Danois, et le départ de la Suède de l’union de Kalmar. Elle se poursuit avec le règne des fils de Gustave, Éric XIV et Jean III, du fils de Jean Sigismond (Zygmunt III), et enfin du dernier fils de Gustave, Charles IX. La période suivante de l'histoire de la Suède (1611-1718) voit son élévation au rang de grande puissance, c'est l'« ère de la grande puissance » (stormaktstiden).
Le règne de Gustave est marqué par des réformes en politique intérieure et dans le domaine religieux, incluant la réforme protestante et l’unification des provinces historiques. À sa mort, en 1560, son fils aîné Éric lui succède. Intelligent et talentueux, il entretient des relations tendues avec la noblesse et son frère Jean, qui le détrône en 1568. Jean III stabilise la situation internationale du pays, mais ses efforts pour rétablir partiellement le catholicisme échouent.
Le fils de Jean, Sigismond, est élu roi de Pologne en 1587. À la mort de son père, en 1592, il hérite également du trône polonais. Opposé au synode d'Uppsala, qui entérine l'orientation luthérienne de l'Église de Suède, Sigismond s'oppose à son oncle, le duc Charles. Au terme d'une brève guerre civile, Sigismond est détrôné par le Parlement et remplacé par Charles.

## Fondation de la dynastie Vasa
En 1520, Stockholm est prise par le roi Christian II de Danemark et devient la scène du Bain de sang de Stockholm. En 1521, Gustave Eriksson, un cousin noble de Sten Sture le Vieil, réussit à rassembler des troupes de Dalécarlie dans le nord-ouest de la Suède et obtient l'aide de Lübeck, avec pour objectif la défaite des Danois. En août 1521, ses hommes l'élisent comme nouveau monarque. La Guerre suédoise de libération commence alors, et prend fin avec la reconquête totale de Stockholm en juin 1523. Par la suite, Gustave Vasa affirme sa légitimité face au Danemark.
Des réformes fiscales prennent place en 1538 et 1558, grâce auxquelles les multiples et complexes taxes des fermiers indépendants sont simplifiées et harmonisées à travers la région. Les avis de cotisation par ferme sont ajustés pour mieux refléter leur capacité de paiement. Les revenus de la couronne augmentent grâce à ces taxes et le nouveau système fiscal est ressenti comme étant plus juste et plus acceptable. La guerre avec la ville de Lübeck en 1535 débouche sur l'expulsion de cette dernière de la Hanse germanique, qui avait jusqu'alors le monopole du commerce étranger. Avec ses propres hommes d'affaires chargés de l'économie de la Suède, celle-ci connaît une croissance rapide, et en 1544, Gustave a le soutien de 60 % des fermes de toute la Suède. La Suède construit alors la première armée moderne de l'Europe, soutenue par un système d'impôt et une bureaucratie gouvernementale sophistiqués. Gustave proclame l’hérédité de la couronne de Suède dans sa famille, la maison Vasa. La maison gouverne la Suède (de 1523 à 1654) et la Pologne (de 1587 à 1668).
À la mort de Gustave, c'est son fils aîné, Éric XIV, qui monte sur le trône. Son règne est marqué par l’entrée de la Suède dans la guerre de Livonie et dans la guerre nordique de Sept Ans, tandis que son trouble psychique et son conflit avec l’aristocratie entraînent le meurtre de cinq nobles de la famille des Sture par Éric lui-même en 1567 et l’emprisonnement de son frère Jean III, qui était marié à Catherine Jagellon, la sœur de Sigismond II de Pologne. Une révolte des magnats menée par Jean contraint Éric à renoncer au pouvoir et à laisser le trône à Jean.

## La Réforme
Peu après sa prise de pouvoir en 1523, Gustave Vassa s’adresse au pape à Rome pour lui demander de confirmer la nomination de Johannes Magnus comme nouvel archevêque de Suède à la place de Gustave Trolle, qui avait précédemment été déchu par le parlement suédois en raison de son implication avec les danois. Dans un premier temps le pape refuse, pour finalement donner son accord un an plus tard. Magnus se retrouve alors pris entre un roi réformateur et les évêques catholiques. Il est envoyé en mission diplomatique en Russie en 1526, pendant que le roi continue de réformer la religion. Magnus voyage jusqu'à Rome et est consacré en 1533, pour finir par ne plus jamais rentrer en Suède.
Pendant ce temps, Gustave supprime la presse imprimée catholique en 1526 et prend deux tiers de la Dîme de l’Église pour rembourser la dette nationale (due aux soldats allemands pour l'avoir aidé à conquérir le trône). En 1529, il organisa une réunion d'assemblée à Örebro Sans pour autant rompre la relation avec Rome, tous les rituels catholiques furent déclarés comme symboliques, bien qu'ils soient retenus.
Le catholicisme demeure très fort dans le pays, Gustave décide donc d'aller doucement et de passer par l'éducation dans un premier temps afin d'instaurer sa réforme.
La dernière étape de cette réforme prend place en 1531, lorsque Laurentius Petri est nommé archevêque d'Uppsala et de Suède. Laurentius, son frère Olaus, et Mikael Agricola à Österland (Aujourd'hui la Finlande), écrivent et impriment des textes luthériens au cours des prochaines décennies. L’opposition reste forte, mais ni Gustave ni son successeur Éric XIV n'osent faire passer de réformes radicales. Une ordonnance ecclésiastique luthérienne est présentée en 1571 et définie par le parlement suédois en 1591, avec un credo finalisé par le synode d'Uppsala en 1593.

### Les révoltes paysannes
Gustave fait face à une demi-douzaine de révoltes paysannes entre 1525 et 1543, jusqu’à ce que la révolte de Dacke soit écrasée. À chaque rébellion, il est question de problèmes religieux (bien que la charge fiscale de plus en plus lourde soit un problème beaucoup plus grave). La saisie et la dégradation de l'ensemble des propriétés de l'Église provoquent leur colère ainsi que leurs protestations contre l'introduction du luthéranisme. Le peuple demande la restauration des anciennes coutumes catholiques.

### Tentative de réunification avec l'Église catholique
La réforme en Suède sous le règne d'Éric XIV suit celle du père de ce dernier, les anciennes coutumes catholiques ne sont pas considérées comme contraire aux Saintes Écritures. Après 1544, lorsque le concile de Trente déclare la Bible comme source officielle de toutes les doctrines Chrétiennes, le contraste entre l'ancien et le nouvel enseignement devient alors plus évident ; dans de nombreux pays un parti central émerge avec pour but un compromis afin de revenir vers l'Église des Pères. Jean III de Suède, le roi le plus érudit de la maison des Vasa, mais aussi un brillant théologien, est fortement influencé par le point de vue de ces partis. Dès qu'il monte sur le trône, Jean prend des mesures pour que l'Église de Suède redevienne l' « église apostolique » d'autrefois et remet au goût du jour la « foi catholique suédoise »; et, en 1574, il organise un synode à Stockholm afin d'adopter certains articles qu'il encadre lui-même. En février 1575, une nouvelle ordonnance ecclésiastique, encore très proche de l’Église patristique, est présentée lors d'un autre synode et est acceptée, mais avec beaucoup de mauvaise volonté. En 1576, une nouvelle Liturgie est créée à partir du missel romain, mais avec des modifications considérables.
En dépit de l'opposition du Duc Charles et des ultra-Protestants, ces mesures sont adoptées par le gouvernement suédois Riksdag en 1577.Ils encouragèrent grandement le parti catholique en Europe, et Jean III est plus tard convaincu d'envoyer une ambassade à Rome afin d'ouvrir les négociations pour la réunification de l’Église Suédois avec le Saint-Siège. Bien que le jésuite Antonio Possevino soit envoyé à Stockholm pour compléter la conversion de Jean, ce dernier n'accepte d'embrasser le catholicisme que sous certaines conditions, qui ne seront jamais remplies, et ces négociations caduques ont pour seul résultat la fureur des protestants qui s'opposent encore davantage à la nouvelle liturgie, dont l'usage par toutes les congrégations du royaume sans exception, est néanmoins décrétée par le Riksdag de 1582.
Durant cette période le duc Charles et ses amis protestants sont en sous-nombre face aux promoteurs des médias. Néanmoins, peu de temps après la mort du roi Jean, le synode d'Uppsala, organisé par le duc Charles, rejette la nouvelle liturgie et rédige une confession de foi anti-catholique, le 5 mars 1593. Les Saintes Écritures et les trois croyances primitives sont déclarées comme étant les véritables fondements de la foi chrétienne, et la confession d'Augsbourg est adoptée.

### La réaction de Sigismond
Lorsque Sigismond découvre le synode d'Uppsala en 1593, il considère ce rassemblement comme une atteinte à sa prérogative. À son arrivée en Suède, il essaye d'abord de gagner du temps en confirmant ce qui avait été fait; mais l'agressivité protestante et la persistance du duc Charles rendent la guerre civile inévitable. À la bataille de Stångebro, le 25 septembre 1598, la lutte tourne en faveur de Charles et du protestantisme. Sigismond fuit la Suède, pour ne jamais revenir, et le 19 mars 1600, le Riksdag de Linköping proclame le duc Charles roi de Suède. Sigismond et sa descendance perdent la couronne suédoise, qui revint par la suite aux héritiers mâles de Charles.

## Affaires étrangères
La Suède a peu d'interactions étrangères indépendante lorsqu'elle est engagée dans l'union de Kalmar, et le règne de Gustave favorise l'auto-préservation. Endetté envers les marchands de Lübeck, il utilise l'aide du Danemark pour se libérer de cette dette grâce à une trêve le 28 août 1537. De plus, pour la première fois de son histoire, la Suède devient souveraine de ses eaux territoriales. Mais l’hégémonie du Danemark est indiscutable, éveillant les suspicions de Gustave. Lorsque la Suède s'est détachée de l'union de Kalmar, le Danemark et la Norvège concluent leur propre union (voir Danemark-Norvège), et le roi danois Christian III de Danemark continue à porter les insignes suédois de trois couronnes dans ses armoiries, indiquant une supposée revendication de souveraineté. L'attitude de la Russie orientale, avec qui le roi suédois tient tout particulièrement à rester en bons termes, est également offensante. Gustave attribue à Ivan IV, dont les ressources sont magnifiées, le dessein d'établir une monarchie universelle autour de la mer Baltique, et mène une guerre contre lui en 1554-1557.

### Premiers engagements
En fin de compte, la Suède abandonne sa neutralité et établit les bases de ce qui deviendra plus tard son empire d'outre-mer. En 1560, la dernière année de la vie de Gustave, l'ancien ordre de Livonie était, par la sécularisation de ce dernier dans le duché de Prusse en 1525, devenu isolé entre Slaves hostiles. La situation devient critique en 1558-1560, lorsque les inondations de Moscovites inondent les terres, menaçant toute la province de destruction.
Dans son désespoir, le dernier maître de l'ordre Gothard von Kettler fait appel à ses voisins civilisés pour le sauver. Eric devient souverain en octobre 1560 et, plus tard dans l'année, il engage la Suède dans la guerre de Livonie. En mars 1561, le conseil municipal de Reval se rend à la Suède et devient l'avant-poste pour d'autres conquêtes suédoises dans la région. À partir de ce moment, la Suède est contrainte de poursuivre sa politique de combat et d'agrandissement, car une retraite signifierait la ruine de son commerce baltique.
Éric XIV entrave également les plans danois de conquérir l'Estonie, et ajoute les insignes de la Norvège et du Danemark à ses propres armoiries. La ville de Lübeck voit son propre commerce être entravé par Éric, qui empêche le commerce russe et tente de lui retirer ses privilèges commerciaux, ce qui la pousse à s'allier au Danemark. La Pologne les rejoint bientôt, désirant le contrôle du commerce balte.

### Guerres contre le Danemark, la Pologne et la Russie
Le 30 mai 1563, la flotte danoise ouvre le feu sur la marine suédoise à Bornholm. La bataille fait rage et se termine sur la défaite des Danois. Des émissaires royaux allemands sont envoyés négocier la paix, mais aucun Suédois ne se présente lors de la rencontre à Rostock. Le 13 août, la guerre est déclarée à Stockholm par des émissaires venus du Danemark et de Lübeck. La guerre nordique de Sept Ans commence alors, avec des affrontements acharnés sur terre comme sur mer. Éric participe vaillamment à la guerre jusqu'à ses épisodes psychotiques de 1567, qui stoppent momentanément la guerre suédoise. Il est détrôné en 1568 et remplacé par son frère Jean, qui tente à plusieurs reprises de mettre fin à la guerre pour finalement réussir avec le traité de Stettin en 1570.
Jean entre dans la ligue anti-Russie avec le roi de Pologne Étienne Báthory en 1578. La guerre reprend dès que la trêve s'achève et aboutit au traité de Teusina, bien moins avantageux pour la Suède. Avec l'aide de Bathory cependant, la tendance s'inverse rapidement et six mois après sa paix humiliante avec le monarque polonais, Ivan IV est heureux de conclure une trêve avec la Suède sur une base du uti possidetis à Plussa le 5 août 1582.

### Sigismond et les relations avec la Pologne
Sigismond, le fils de Jean III, est élevé par sa mère dans la religion catholique. Il est élu roi de Pologne le 19 août 1587. Seize jours plus tard, Jean et Sigismond signent le statut de Kalmar (sv), régulant ainsi les futures relations entre les deux pays quand Sigismond succédera à son père sur le trône de Suède. Le statut définit une alliance perpétuelle, mais chacun des deux royaumes doit cependant conserver leurs propres lois et coutumes. La Suède peut jouir de sa religion sous réserve des changements que le Conseil privé peut y apporter, mais ni le pape, ni le Conseil ne peut revendiquer ou exercer le droit de libérer Sigismond de ses obligations envers ses sujets suédois. Pendant l'absence de Sigismond en Suède, le royaume doit être gouverné par sept Suédois, six élus par le roi et un par son oncle, le duc de Södermanland Charles, chef de la Suède Protestants. Aucune nouvelle taxe ne peut être perçue en Suède pendant l'absence du roi, et la Suède ne peut, à aucun moment, être administrée depuis la Pologne. Toute altération de ces articles nécessite le consentement du roi, du duc Charles, des États et de la bourgeoisie suédoise.